# Flavor of kiss
《Flavor of kiss》是日本音乐团体AAA的第48张单曲，於2015年6月24日由avex trax发售。

## 概要
- 《Flavor of kiss》是AAA出道十週年的計劃 - 連續7個月單曲發行的第六作。
- 《Flavor of kiss》是江崎固力果《Seventeen ice》宣傳活動歌曲，亦是全道Netz Toyota『北海道限定RAV4特別規格車』電視廣告歌曲。
- 主打曲《Flavor of kiss》由與真司郎作開頭。
- 與前作相同，此單曲並未收錄任何B面曲。
- 此單曲只有「CD ONLY」1個版本。
- 在7月6日於公信榜单曲週排行榜取得第2位。

## 收錄内容

### CD
1. Flavor of kiss
（作詞：溝口貴紀・Mitsuhiro Hidaka / Rap詞：Mitsuhiro Hidaka / 作曲：SiZK・Stephen McNair）
2. Flavor of kiss (Instrumental)